# Illeașivka, Starokosteantîniv
Illeașivka (în ucraineană Ілляшівка) este o comună în raionul Starokosteantîniv, regiunea Hmelnîțkîi, Ucraina, formată numai din satul de reședință.

## Demografie
Componența lingvistică a comunei Illeașivka
     Ucraineană (98,86%)
     Alte limbi (1,14%)
Conform recensământului din 2001, majoritatea populației comunei Illeașivka era vorbitoare de ucraineană (98,86%), existând în minoritate și vorbitori de alte limbi.